# Maciej Sadlok
Maciej Sadlok (Oświęcim, 29 de junio de 1989) es un futbolista polaco que juega de defensa en el Sparta Kazimierza Wielka de la III Liga de Polonia. Fue internacional con la selección de Polonia en 15 ocasiones entre los años 2009 y 2011. 

## Clubes
| Club                     | País    | Año       | Partidos | Goles |
| Ruch Chorzów             | Polonia | 2007-2010 | 72       | 0     |
| Polonia Varsovia         | Polonia | 2010-2012 | 31       | 0     |
| Ruch Chorzów (cedido)    | Polonia | 2010      | 14       | 1     |
| Ruch Chorzów             | Polonia | 2012-2014 | 19       | 0     |
| Wisła Cracovia           | Polonia | 2014-2022 | 222      | 7     |
| Ruch Chorzów             | Polonia | 2022-2025 |          |       |
| Sparta Kazimierza Wielka | Polonia | 2025-     |          |       |